# Atletisme als Jocs Olímpics d'Estiu de 1932 - salt de llargada masculí
El salt de llargada masculí va ser una de les proves del programa d'atletisme disputades durant els Jocs Olímpics d'Estiu de Los Angeles de 1932. La prova es va disputar el 2 d'agost de 1932 i hi van prendre part 12 atletes de 9 nacions diferents. Es permetia un màxim de tres atletes per país. La competició fou guanyada per Ed Gordon.

## Medallistes
| Or              | Plata              | Bronze             |
| Ed Gordon (USA) | Lambert Redd (USA) | Chuhei Nambu (JAP) |

## Rècords
Aquests eren els rècords del món i olímpic que hi havia abans de la celebració dels Jocs Olímpics de 1932.
| Rècord del Món | 7m 98cm    | Chūhei Nambu    | Tòquio (JAP) | 7 juliol 1928 |
| Rècord Olímpic | 7m 765m(*) | Robert LeGendre | París (FRA)  | 7 juliol 1924 |

(*) Robert LeGendre va establir el rècord olímpic en la prova del pentatló de 1924

## Horari
| Data                      | Hora  | Ronda |
| ------------------------- | ----- | ----- |
| dimarts 2 d'agost de 1932 | 14:30 | Final |

## Resultats
| Pos. | Atleta                 | Nació        | Final      | Final      | Final      | Final      | Final      | Final      | Final    |
| Pos. | Atleta                 | Nació        | 1          | 2          | 3          | 4          | 5          | 6          | Resultat |
| ---- | ---------------------- | ------------ | ---------- | ---------- | ---------- | ---------- | ---------- | ---------- | -------- |
| 1    | Ed Gordon              | Estats Units | 7.64       | 7.00       | 7.43       | X          | X          | X          | 7.64     |
| 2    | Lambert Redd           | Estats Units | X          | 7.60       | X          | 7.39       | X          | 7.49       | 7.60     |
| 3    | Chūhei Nambu           | Japó         | 7.45       | X          | X          | 7.32       | 7.39       | X          | 7.45     |
| 4    | Erik Svensson          | Suècia       | 7.27       | 7.24       | 7.41       | 7.06       | —          | —          | 7.41     |
| 5    | Dick Barber            | Estats Units | Desconegut | Desconegut | Desconegut | Desconegut | Desconegut | Desconegut | 7.39     |
| 6    | Naoto Tajima           | Japó         | Desconegut | Desconegut | Desconegut | Desconegut | Desconegut | Desconegut | 7.15     |
| 7    | Héctor Berra           | Argentina    | Desconegut | Desconegut | Desconegut | Desconegut | Desconegut | Desconegut | 6.66     |
| 8    | Clóvis Raposo          | Brasil       | Desconegut | Desconegut | Desconegut | Desconegut | Desconegut | Desconegut | 6.43     |
| 9    | Silvio Cator           | Haití        | Desconegut | Desconegut | Desconegut | Desconegut | Desconegut | Desconegut | 5.93     |
| 10   | Esteban Crespo         | Mèxic        | Desconegut | Desconegut | Desconegut | Desconegut | Desconegut | Desconegut | 5.83     |
| 11   | Erich Köchermann       | Alemanya     | Desconegut | Desconegut | Desconegut | Desconegut | Desconegut | Desconegut | 5.75     |
| 12   | Len Hutton             | Canadà       | DNS        | DNS        | DNS        | DNS        | DNS        | DNS        | DNS      |
| —    | João da Costa          | Brasil       | DNS        | DNS        | DNS        | DNS        | DNS        | DNS        | DNS      |
| —    | Wolrad Eberle          | Alemanya     | DNS        | DNS        | DNS        | DNS        | DNS        | DNS        | DNS      |
| —    | Kenkichi Oshima        | Japó         | DNS        | DNS        | DNS        | DNS        | DNS        | DNS        | DNS      |
| —    | Nikolaos Papanikolaou  | Grècia       | DNS        | DNS        | DNS        | DNS        | DNS        | DNS        | DNS      |
| —    | Rafael Pérez           | Cuba         | DNS        | DNS        | DNS        | DNS        | DNS        | DNS        | DNS      |
| —    | Onni Rajasaari         | Finlàndia    | DNS        | DNS        | DNS        | DNS        | DNS        | DNS        | DNS      |
| —    | Hermenegildo del Rosso | Argentina    | DNS        | DNS        | DNS        | DNS        | DNS        | DNS        | DNS      |
| —    | Hans-Heinrich Sievert  | Alemanya     | DNS        | DNS        | DNS        | DNS        | DNS        | DNS        | DNS      |
| —    | József Szabó           | Hongria      | DNS        | DNS        | DNS        | DNS        | DNS        | DNS        | DNS      |
| —    | Carlos Woebcken        | Brasil       | DNS        | DNS        | DNS        | DNS        | DNS        | DNS        | DNS      |